# 富樫政親
富樫 政親（とがし まさちか）は、室町時代後期の武将・守護大名。富樫氏21代当主。加賀国守護。

## 生涯
富樫成春の子として誕生。父同様、室町幕府8代将軍・足利義政より偏諱を受けて政親と名乗る。
長禄2年（1458年）、加賀北半国守護に任じられた赤松政則から加賀北部を取り戻すため、家臣団に擁されて奪回に尽力した。
応仁元年（1467年）、応仁の乱が勃発すると細川勝元方の東軍に与した。ところが、弟・幸千代が山名宗全方である西軍に与して敵対したため、政親は家督をめぐって弟と争う羽目となった。
文明5年（1473年）、真宗高田派門徒や甲斐敏光と結んだ幸千代に敗れて、加賀を追われた。しかし、浄土真宗本願寺派門徒などの援助・加賀国内における武士団の支持を得て、幸千代を加賀から追い出し、再び当主の座に就いた。
しかし、この奪回において本願寺門徒の力の大きさを思い知らされた政親が次第に本願寺門徒とそれに繋がる国人を統率しようと企てたため、本願寺門徒と窪田氏・徳田氏などの国人が互いに結びつく。政親は9代将軍・足利義尚による鈎の陣（六角高頼討伐）に従軍していたが、急遽帰国した。
長享2年（1488年）6月9日、石川郡高尾城を攻められ、これを抑えられずに子の又次郎（富樫家延）とともに自害した（加賀一向一揆）。
家督は大叔父・泰高が継いだが、加賀の実質的な支配権を握ることはできなかった。以後、天正8年（1580年）に織田信長に敗れるまでの90年間、加賀は百姓の持ちたる国と呼ばれる状況となった。

## 登場作品
- 戸部新十郎 『北辰の旗』
- 北方謙三 『魂の沃野』